# Jana Novotná
Jana Novotná (2. října 1968 Brno – 19. listopadu 2017, Česko) byla česká profesionální tenistka a světová jednička ve čtyřhře, která hrála na okruhu WTA Tour v letech 1987 až 1999. Zejména na rychlých površích praktikovala styl servis–volej, jenž se stal během její kariéry vzácný. Po ukončení profesionální dráhy se věnovala trenérství a komentování televizních přenosů z tenisových turnajů.
Třikrát hrála finále dvouhry ve Wimbledonu, v roce 1998 vítězně, v letech 1993 a 1997 z něj odešla poražena. Stala se tak nejstarší vítězkou premiérového grandslamového turnaje ve dvouhře otevřené éry, když na wimbledonský titul dosáhla ve 29 letech a 9 měsících věku. Vyhrála Turnaj mistryň konaný v New Yorku ve dvouhře (1995) i ve čtyřhře (1995 a 1997, navíc byla pětkrát ve finále). V ženské čtyřhře získala celkově 12 Grand Slamů (vyhrála v ní všechny čtyři grandslamy), ve smíšené čtyřhře pak dosáhla na čtyři grandslamy. Se spoluhráčkou Helenou Sukovou vytvořily v sezóně 1990 sérii 44zápasové neporazitelnosti ve čtyřhře, což představuje 3. nejdelší takovou šňůru v ženském tenise.
Na turnajích WTA vyhrála 24 turnajů ve dvouhře, 76 ve čtyřhře a 4 ve smíšené čtyřhře. Dohromady vyhrála 100 turnajů WTA, čímž je jednou ze sedmi tenistek historie, jež dosáhly 100 a více titulů WTA. Roku 1994 vyhrála s Petrem Kordou pro Českou republiku Hopmanův pohár.
Nejvýše na žebříčku WTA pro dvouhru byla klasifikovaná v červenci 1997 na 2. místě. Jediný zápas ji dělil od pozice ženské světové jedničky ve dvouhře, a to vítězné semifinále na US Open 1998 s Martinou Hingisovou, které ovšem prohrála 6–3, 1–6, 4–6. Na žebříčku WTA pro čtyřhru byla nejvýše hodnocená v srpnu 1990 na 1. místě.
V letech 1989, 1990, 1991, 1996 a 1998 byla vyhlášena nejlepší deblistkou ženského okruhu WTA. Do Mezinárodní tenisové síně slávy byla přijata v roce 2005.
Na únorovém Qatar Total Open 2013 se dohodla s francouzskou světovou jedenáctkou Marion Bartoliovou, že ji začne trénovat na plný úvazek. Krátkodobou spolupráci zahájily před březnovým Indian Wells Masters 2013. Od února 2014 pak koučovala Barboru Krejčíkovou.

## Soukromý život
Vystudovala brněnské gymnázium. Byla bezdětná, žila jako dítě  v Židlochovicích a potom v Brně sídlo měla také ve floridském Highland Beach. Účastnila se exhibičních turnajů. Jako komentátorka spolupracovala s britským kanálem Eurosport. V roce 2010 spolukomentovala Fed Cup v České televizi.
Partnerský vztah udržovala s bývalou polskou tenistkou Iwonou Kuczyńskou. V Omicích na Brněnsku vlastnila dům.
Zemřela 19. listopadu 2017 v Česku[kde?] na rakovinu vaječníku, která jí byla diagnostikována více než dva roky předtím. Zpopelněna byla po rozloučení 27. listopadu téhož roku v Brně a následně pohřbena do rodinné hrobky na židlochovickém hřbitově.

## Tenisová kariéra

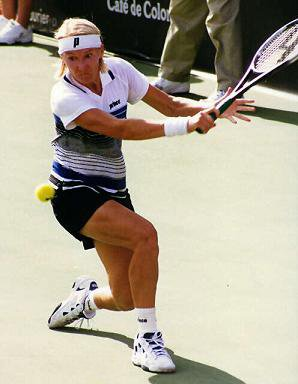
Jednoručný slajsovaný bekhend

Na profesionální okruh WTA vstoupila v únoru 1987. V rané fázi kariéry dosáhla nejlepších výsledků v ženské čtyřhře. V sezóně 1990 se stala deblovou světovou jedničkou. Od chvíle, kdy ji začala trénovat Hana Mandlíková, se zlepšila její hra i ve dvouhře. V roce 1991 se poprvé probojovala do finále dvouhry Grand Slamu, když na Australian Open podlehla Monice Selešové.
Finálové účasti dosáhla v singlu Wimbledonu 1993, ve kterém již vedla v rozhodujícím setu 4–1 a 40:15 nad obhájkyní titulu Steffi Grafovou. Přesto závěr psychicky nezvládla, začala kazit lehké míče. Grafová daný game zvrátila, získala pět her v řadě i wimbledonskou trofej. Při ceremoniálu finalistek se pak Novotná rozplakala vévodkyni z Kentu na rameni. Ta ji utěšovala, že jednou jistě turnaj vyhraje. V roce 1997 prohrála druhé finále s Martinou Hingisovou ve třech setech. Až třetí účast ve finále roku 1998 proměnila v titul, když porazila Francouzku Nathalii Tauziatovou. Na cestě za wimbledonskou mísou porazila ve čtvrtfinále Venus Williamsovou a v semifinále pak oplatila minulou porážku Martině Hingisové.
Z 12 grandslamů vyhraných v ženské čtyřhře zvítězila čtyřikrát ve Wimbledonu, třikrát na French Open, třikrát na US Open a dvakrát na Australian Open. Mimoto získala čtyři grandslamy ve smíšené čtyřhře, dvakrát na Australian Open a po jednom ve Wimbledonu a US Open.
Na French Open 1995 ztratila zápas třetího kola s Američankou Chandou Rubinovou, přestože v rozhodující sadě vedla 5–0 a 40:0. Ani jeden z devíti mečbolů však neproměnila a závěrečný set prohrála poměrem gemů 6–8.
V týmových soutěžích vyhrála s československým týmem Pohár federace 1988. Na letních olympijských hrách získala dvě stříbrné medaile v ženské čtyřhře (LOH 1988 a LOH 1996) a bronzovou medaili v ženské dvouhře (LOH 1996). Sportovní kariéru ukončila v roce 1999.

## Finále na Grand Slamu

### Ženská dvouhra: 4 (1–3)
| Stav       | rok  | turnaj          | povrch | soupeřka ve finále  | výsledek           |
| ---------- | ---- | --------------- | ------ | ------------------- | ------------------ |
| Finalistka | 1991 | Australian Open | tvrdý  | Monika Selešová     | 5–7, 6–3, 6–1      |
| Finalistka | 1993 | Wimbledon       | tráva  | Steffi Grafová      | 7–6(8–6), 1–6, 6–4 |
| Finalistka | 1997 | Wimbledon       | tráva  | Martina Hingisová   | 2–6, 6–3, 6–3      |
| Vítězka    | 1998 | Wimbledon       | tráva  | Nathalie Tauziatová | 6–4, 7–6(7–2)      |

### Ženská čtyřhra: 23 (12–11)
| Stav       | rok  | turnaj              | povrch | spoluhráčka               | soupeřky ve finále                     | výsledek         |
| ---------- | ---- | ------------------- | ------ | ------------------------- | -------------------------------------- | ---------------- |
| Vítězka    | 1989 | Wimbledon           | tráva  | Helena Suková             | Larisa Neilandová Nataša Zverevová     | 6–1, 6–2         |
| Vítězka    | 1990 | Australian Open     | tvrdý  | Helena Suková             | Patty Fendicková Mary Joe Fernandezová | 7–6(5), 7–6(6)   |
| Vítězka    | 1990 | French Open         | antuka | Helena Suková             | Larisa Neilandová Nataša Zverevová     | 6–4, 7–5         |
| Vítězka    | 1990 | Wimbledon (2)       | tráva  | Helena Suková             | Kathy Jordanová Elizabeth Smylieová    | 6–3, 6–4         |
| Finalistka | 1990 | US Open             | tvrdý  | Helena Suková             | Gigi Fernándezová Martina Navrátilová  | 6–2, 6–4         |
| Finalistka | 1991 | Australian Open     | tvrdý  | Gigi Fernándezová         | Patty Fendicková Mary Fernandezová     | 7–6(4), 6–1      |
| Vítězka    | 1991 | French Open (2)     | antuka | Gigi Fernándezová         | Larisa Neilandová Nataša Zverevová     | 6–4, 6–0         |
| Finalistka | 1991 | Wimbledon           | tráva  | Gigi Fernándezová         | Larisa Neilandová Nataša Zverevová     | 6–4, 3–6, 6–4    |
| Finalistka | 1991 | US Open             | tvrdý  | Larisa Neilandová         | Pam Shriverová Nataša Zverevová        | 6–4, 4–6, 7–6(5) |
| Finalistka | 1992 | Wimbledon           | tráva  | Larisa Neilandová         | Gigi Fernándezová Nataša Zverevová     | 6–4, 6–1         |
| Finalistka | 1992 | US Open             | tvrdý  | Larisa Neilandová         | Gigi Fernándezová Nataša Zverevová     | 7–6(4), 6–1      |
| Finalistka | 1993 | French Open         | antuka | Larisa Neilandová         | Gigi Fernándezová Nataša Zverevová     | 6–3, 7–5         |
| Finalistka | 1993 | Wimbledon           | tráva  | Larisa Neilandová         | Gigi Fernándezová Nataša Zverevová     | 6–4, 6–7(9), 6–4 |
| Finalistka | 1994 | Wimbledon           | tráva  | Arantxa Sánchez Vicariová | Gigi Fernándezová Nataša Zverevová     | 6–4, 6–1         |
| Vítězka    | 1994 | US Open             | tvrdý  | Arantxa Sánchez Vicariová | Katerina Malejevová Robin Whiteová     | 6–3, 6–3         |
| Vítězka    | 1995 | Australian Open (2) | tvrdý  | Arantxa Sánchez Vicariová | Gigi Fernándezová Nataša Zverevová     | 6–3, 6–7(3), 6–4 |
| Finalistka | 1995 | French Open         | antuka | Arantxa Sánchez Vicariová | Gigi Fernándezová Nataša Zverevová     | 6–7(6), 6–4, 7–5 |
| Vítězka    | 1995 | Wimbledon (3)       | tráva  | Arantxa Sánchez Vicariová | Gigi Fernándezová Nataša Zverevová     | 5–7, 7–5, 6–4    |
| Finalistka | 1996 | US Open             | tvrdý  | Arantxa Sánchez Vicariová | Gigi Fernándezová Nataša Zverevová     | 1–6, 6–1, 6–4    |
| Vítězka    | 1997 | US Open (2)         | tvrdý  | Lindsay Davenportová      | Gigi Fernándezová Nataša Zverevová     | 6–3, 6–4         |
| Vítězka    | 1998 | French Open (3)     | antuka | Martina Hingisová         | Lindsay Davenportová Nataša Zverevová  | 6–1, 7–6(4)      |
| Vítězka    | 1998 | Wimbledon (4)       | tráva  | Martina Hingisová         | Lindsay Davenportová Nataša Zverevová  | 6–3, 3–6, 8–6    |
| Vítězka    | 1998 | US Open (3)         | tvrdý  | Martina Hingisová         | Lindsay Davenportová Nataša Zverevová  | 6–3, 6–3         |

### Smíšená čtyřhra: 5 (4–1)
| Stav       | rok  | turnaj              | povrch | spoluhráč       | soupeři ve finále                   | výsledek      |
| ---------- | ---- | ------------------- | ------ | --------------- | ----------------------------------- | ------------- |
| Vítězka    | 1988 | Australian Open     | tvrdý  | Jim Pugh        | Martina Navrátilová Tim Gullikson   | 5–7, 6–2, 6–4 |
| Vítězka    | 1988 | US Open             | tvrdý  | Jim Pugh        | Elizabeth Smylieová Patrick McEnroe | 7–5, 6–3      |
| Vítězka    | 1989 | Australian Open (2) | tvrdý  | Jim Pugh        | Zina Garrisonová Sherwood Stewart   | 6–3, 6–4      |
| Vítězka    | 1989 | Wimbledon           | tráva  | Jim Pugh        | Jenny Byrne Mark Kratzmann          | 4–6, 7–5, 6–4 |
| Finalistka | 1994 | US Open             | tvrdý  | Todd Woodbridge | Elna Reinachová Patrick Galbraith   | 6–2, 6–4      |

## Finále na Turnaji mistryň

### Dvouhra: 1 (1–0)
| Stav    | rok  | dějiště  | povrch      | soupeřka ve finále | výsledek           |
| ------- | ---- | -------- | ----------- | ------------------ | ------------------ |
| Vítězka | 1997 | New York | koberec (h) | Mary Pierceová     | 7–6(7–4), 6–2, 6–3 |

### Čtyřhra: 7 (2–5)
| Stav       | rok  | dějiště      | povrch      | spoluhráčka             | soupeřky ve finále                         | výsledek         |
| ---------- | ---- | ------------ | ----------- | ----------------------- | ------------------------------------------ | ---------------- |
| Finalistka | 1991 | New York     | koberec (h) | Gigi Fernándezová       | Martina Navrátilová Pam Shriverová         | 4–6, 7–5, 6–4    |
| Finalistka | 1992 | New York     | koberec (h) | Larisa Neilandová       | Arantxa Sánchez Vicario Helena Suková      | 7–6(4), 6–1      |
| Finalistka | 1993 | New York     | koberec (h) | Larisa Neilandová       | Gigi Fernándezová Nataša Zverevová         | 6–3, 7–5         |
| Finalistka | 1994 | New York     | koberec (h) | Arantxa Sánchez Vicario | Gigi Fernández Nataša Zverevová            | 6–3, 6–7(4), 6–3 |
| Vítězka    | 1995 | New York     | koberec (h) | Arantxa Sánchez Vicario | Gigi Fernándezová Nataša Zverevová         | 6–2, 6–1         |
| Finalistka | 1996 | New York     | koberec (h) | Arantxa Sánchez Vicario | Lindsay Davenportová Mary Joe Fernandezová | 6–3, 6–2         |
| Vítězka    | 1997 | New York (2) | koberec (h) | Lindsay Davenportová    | Alexandra Fusaiová Nathalie Tauziatová     | 6–7(5), 6–3, 6–2 |

## Tituly na okruhu WTA Tour (100)

### Dvouhra (24)
| Legenda               |
| Grand Slam (1)        |
| WTA Championships (1) |
| Tier I (2)            |
| Tier II (11)          |
| Tier III (5)          |
| Tier IV (2)           |
| Tier V (2)            |

| Tituly dle povrchu |
| Tvrdý (5)          |
| Antuka (4)         |
| Tráva (2)          |
| Koberec (13)       |

| Stav | datum              | turnaj                                  | povrch      | soupeřka ve finále        | výsledek         |
| ---- | ------------------ | --------------------------------------- | ----------- | ------------------------- | ---------------- |
| 1.   | 4. prosince 1988   | Adelaide, Austrálie                     | tvrdý       | Jana Pospíšilová          | 7–5, 6–4         |
| 2.   | 28. května 1989    | Štrasburk, Francie                      | antuka      | Patricia Tarabiniová      | 6–1, 6–2         |
| 3.   | 12. srpna 1990     | Albuquerque, Spojené státy              | tvrdý       | Laura Gildemeister        | 6–4, 6–4         |
| 4.   | 13. ledna 1991     | Sydney, Austrálie                       | tvrdý       | Arantxa Sánchez Vicariová | 6–4, 6–2         |
| 5.   | 24. února 1991     | Oklahoma City, Spojené státy            | tvrdý (h)   | Anne Smithová             | 3–6, 6–3, 6–2    |
| 6.   | 14. února 1993     | Ósaka, Japonsko                         | koberec (h) | Kimiko Dateová            | 6–3, 6–2         |
| 7.   | 24. října 1993     | Brighton, Spojené království            | koberec (h) | Anke Huberová             | 6–2, 6–4         |
| 8.   | 2. října 1994      | Lipsko, Německo                         | koberec (h) | Mary Pierceová            | 7–5, 6–1         |
| 9.   | 23. října 1994     | Brighton, Spojené království            | koberec (h) | Helena Suková             | 6–7(4), 6–3, 6–4 |
| 10.  | 30. října 1994     | Essen, Německo                          | koberec (h) | Iva Majoliová             | 6–2, 6–4         |
| 11.  | 26. února 1995     | Linec, Rakousko                         | koberec (h) | Barbara Rittnerová        | 6–7(6), 6–3, 6–4 |
| 12.  | 26. května 1996    | Madrid, Španělsko                       | antuka      | Magdalena Malejevová      | 4–6,6–4, 6–3     |
| 13.  | 20. října 1996     | Curych, Švýcarsko                       | koberec (h) | Martina Hingisová         | 6–2, 6–2         |
| 14.  | 3. listopadu 1996  | Chicago, Spojené státy                  | koberec (h) | Jennifer Capriatiová      | 6–4, 3–6, 6–1    |
| 15.  | 17. listopadu 1996 | Filadelfie, Spojené státy               | koberec (h) | Steffi Grafová            | 6–4skreč         |
| 16.  | 25. května 1997    | Madrid, Španělsko                       | antuka      | Monika Selešová           | 7–5, 6–1         |
| 17.  | 28. září 1997      | Lipsko, Německo                         | koberec (h) | Amanda Coetzerová         | 6–2, 4–6, 6–3    |
| 18.  | 2. listopadu 1997  | Moskva, Rusko                           | koberec (h) | Ai Sugijamová             | 6–3, 6–4         |
| 19.  | 23. listopadu 1997 | Turnaj mistryň, New York, Spojené státy | koberec (h) | Mary Pierceová            | 7–6(4), 6–2, 6–3 |
| 20.  | 1. března 1998     | Linec, Rakousko                         | tvrdý (h)   | Dominique Van Roostová    | 6–1, 7–6(2)      |
| 21.  | 21. června 1998    | Eastbourne, Spojené království          | tráva       | Arantxa Sánchez Vicario   | 6–1, 7–5         |
| 22.  | 5. července 1998   | Wimbledon, Londýn, Spojené království   | tráva       | Nathalie Tauziatová       | 6–4, 7–6(2)      |
| 23.  | 12. července 1998  | Praha, Česko                            | antuka      | Sandrine Testudová        | 6–3, 6–0         |
| 24.  | 21. února 1999     | Hanover, Německo                        | koberec (h) | Venus Williamsová         | 6–4, 6–4         |

### Čtyřhra (76)
Grandslamy ztučněny.
V závorce je uvedena spoluhráčka, s níž titul získala.
| - 1987: Strasbourg (Catherine Suireová) - 1987: San Diego (Catherine Suireová) - 1987: Hamburg (Claudia Kohdeová-Kilschová) - 1988: Oklahoma City (Catherine Suireová) - 1988: Řím (Catherine Suireová) - 1988: Hamburg (Tine Scheuerová-Larsenová) - 1988: Montreal (Helena Suková) - 1988: Mahwah (Helena Suková) - 1989: Brisbane (Helena Suková) - 1989: Boca Raton (Helena Suková) - 1989: Key Biscayne (Helena Suková) - 1989: Barcelona (Tine Scheuer-Larsenová) - 1989: Wimbledon (Helena Suková) - 1989: Curych (Helena Suková) - 1990: Brisbane (Helena Suková) - 1990: Sydney (Helena Suková) - 1990: Australian Open (Helena Suková) - 1990: Indian Wells (Helena Suková) - 1990: Boca Raton (Helena Suková) - 1990: Key Biscayne (Helena Suková) - 1990: French Open (Helena Suková) - 1990: Wimbledon (Helena Suková) - 1990: Manhattan Beach (Gigi Fernándezová) - 1991: Brisbane (Gigi Fernándezová) - 1991: Chicago (Gigi Fernándezová) - 1991: Hamburg (Larisa Savčenková Neilandová) - 1991: French Open (Gigi Fernándezová) - 1991: Washington (Larisa Savčenko Neilandová) - 1991: Zurich (Andrea Strnadová) - 1991: Filderstadt (Martina Navrátilová) - 1991: Philadelphia (Larisa Savčenko Neilandová) - 1992: Brisbane (Larisa Savčenko Neilandová) - 1992: Wesley Chapel (Larisa Savčenko Neilandová) - 1992: Berlín (Larisa Savčenko Neilandová) - 1992: Eastbourne (Larisa Savčenko Neilandová) - 1992: San Diego (Larisa Savčenko Neilandová) - 1992: Lipsko (Larisa Savčenko Neilandová) - 1992: Brighton (Larisa Savčenko Neilandová) | - 1993: Osaka (Larisa Savčenko Neilandová) - 1993: Paříž (Andrea Strnadová) - 1993: Key Biscayne (Larisa Savčenko Neilandová) - 1993: Řím (Arantxa Sánchezová Vicariová) - 1993: Toronto (Larisa Savchenko Neilandová) - 1994: Delray Beach (Arantxa Sánchez Vicariová) - 1994: Wesley Chapel (Arantxa Sánchez Vicariová) - 1994: Hamburg (Arantxa Sánchez Vicariová) - 1994: San Diego (Arantxa Sánchez Vicariová) - 1994: US Open (Arantxa Sánchez Vicariová) - 1995: Sydney (Lindsay Davenportová) - 1995: Australian Open (Arantxa Sánchez Vicariová) - 1995: Delray Beach (Mary Joe Fernandezová) - 1995: Key Biscayne (Arantxa Sánchez Vicariová) - 1995: Eastbourne (Arantxa Sánchez Vicariová) - 1995: Wimbledon (Arantxa Sánchez Vicariová) - 1995: WTA Tour Championships (Arantxa Sánchez Vicariová) - 1996: Paris (with Kristie Boogertová) - 1996: Key Biscayne (Arantxa Sánchez Vicariová) - 1996: Hilton Head (Arantxa Sánchez Vicariová) - 1996: Madrid (Arantxa Sánchez Vicariová) - 1996: Eastbourne (Arantxa Sánchez Vicariová) - 1996: Filderstadt (Nicole Arendtová) - 1997: Paříž (Martina Hingisová) - 1997: Amelia Island (Lindsay Davenportová) - 1997: Berlín (Lindsay Davenportová) - 1997: US Open (Lindsay Davenportová) - 1997: Lipsko (Martina Hingisová) - 1997: Chase Championships (Lindsay Davenportová) - 1998: Key Biscayne (Martina Hingisová) - 1998: French Open (Martina Hingisová) - 1998: Eastbourne (Mariaan de Swardtová) - 1998: Wimbledon (Martina Hingisová) - 1998: Montreal (Martina Hingisová) - 1998: US Open (Martina Hingisová) - 1999: Key Biscayne (wMartina Hingisová) - 1999: Hilton Head (Jelena Lichovcevová) - 1999: Toronto (Mary Pierceová) |

## Finále na juniorském Grand Slamu

### Čtyřhra juniorek: 1 (1–0)
| Stav    | rok  | turnaj  | povrch | spoluhráčka     | soupeřky ve finále                   | výsledek |
| ------- | ---- | ------- | ------ | --------------- | ------------------------------------ | -------- |
| Vítězka | 1986 | US Open | tvrdý  | Radka Zrubáková | Jelena Brjuchovecová Leila Meschiová | 6–4, 6–2 |

## Chronologie výsledků na Grand Slamu

### Ženská dvouhra
| Turnaj           | 1986    | 1987    | 1988    | 1989    | 1990    | 1991    | 1992    | 1993    | 1994    | 1995    | 1996  | 1997    | 1998  | 1999    | SR     | V–P    |
| ---------------- | ------- | ------- | ------- | ------- | ------- | ------- | ------- | ------- | ------- | ------- | ----- | ------- | ----- | ------- | ------ | ------ |
| Australian Open  | NH      | A       | 1. kolo | 3. kolo | 3. kolo | F       | 4. kolo | 2. kolo | ČF      | 4. kolo | A     | A       | A     | 3. kolo | 0 / 9  | 23–9   |
| French Open      | 1. kolo | 3. kolo | 1. kolo | ČF      | SF      | ČF      | 4. kolo | ČF      | 1. kolo | 3. kolo | SF    | 3. kolo | ČF    | 4. kolo | 0 / 14 | 41–14  |
| Wimbledon        | 1. kolo | 4. kolo | 2. kolo | 4. kolo | ČF      | 2. kolo | 3. kolo | F       | ČF      | SF      | ČF    | F       | Vítěz | ČF      | 1 / 13 | 53–13  |
| US Open          | Q2      | 4. kolo | 1. kolo | 2. kolo | ČF      | 4. kolo | 1. kolo | 4. kolo | SF      | ČF      | ČF    | ČF      | SF    | 3. kolo | 0 / 13 | 39–14  |
| SR               | 0 / 2   | 0 / 3   | 0 / 4   | 0 / 4   | 0 / 4   | 0 / 4   | 0 / 4   | 0 / 4   | 0 / 4   | 0 / 4   | 0 / 3 | 0 / 3   | 1 / 3 | 0 / 4   | 1 / 50 | 156–50 |
| Konečný žebříček | 171.    | 47.     | 35.     | 11.     | 13.     | 7.      | 10.     | 6.      | 4.      | 11.     | 5.    | 2.      | 3.    | NR      | —      | —      |

### Ženská čtyřhra
| Turnaj           | 1986    | 1987    | 1988    | 1989    | 1990  | 1991  | 1992 | 1993    | 1994  | 1995  | 1996 | 1997    | 1998  | 1999    | SR      | V–P    |
| ---------------- | ------- | ------- | ------- | ------- | ----- | ----- | ---- | ------- | ----- | ----- | ---- | ------- | ----- | ------- | ------- | ------ |
| Australian Open  | NH      | A       | ČF      | SF      | Vítěz | F     | ČF   | ČF      | SF    | Vítěz | A    | A       | A     | 3. kolo | 2 / 9   | 36–7   |
| French Open      | 2. kolo | 3. kolo | A       | SF      | Vítěz | Vítěz | SF   | F       | A     | F     | SF   | 3. kolo | Vítěz | ČF      | 3 / 12  | 48–9   |
| Wimbledon        | A       | 2. kolo | 3. kolo | Vítěz   | Vítěz | F     | F    | F       | F     | Vítěz | ČF   | ČF      | Vítěz | SF      | 4 / 13  | 57–9   |
| US Open          | A       | 3. kolo | 3. kolo | 3. kolo | F     | F     | F    | 2. kolo | Vítěz | ČF    | F    | Vítěz   | Vítěz | 3. kolo | 3 / 13  | 50–10  |
| výhry–prohry     | 1–1     | 5–3     | 7–3     | 16–3    | 23–1  | 21–3  | 17–4 | 14–4    | 15–2  | 20–2  | 12–3 | 11–2    | 18–0  | 11–4    | 12 / 47 | 191–35 |
| Konečný žebříček | 137.    | 24.     | 13.     | 5.      | 2.    | 1.    | 4.   | 4.      | 4.    | 2.    | 3.   | 6.      | 3.    | NR      | —       | —      |

### Smíšená čtyřhra
| Turnaj          | 1988    | 1989    | 1990 | 1991 | 1992    | 1993 | 1994 | V–P  |
| --------------- | ------- | ------- | ---- | ---- | ------- | ---- | ---- | ---- |
| Australian Open | Vítěz   | Vítěz   | A    | A    | A       | A    | A    | 10–0 |
| French Open     | A       | A       | A    | A    | 2. kolo | A    | A    | 0–1  |
| Wimbledon       | 2. kolo | Vítěz   | SF   | A    | ČF      | A    | A    | 11–2 |
| US Open         | Vítěz   | 2. kolo | A    | A    | A       | A    | F    | 10–2 |

| Legenda | Legenda                                   | Legenda | Legenda                     |
| ------- | ----------------------------------------- | ------- | --------------------------- |
| SR      | poměr vyhraných turnajů ku všem odehraným | W–L V–P | výhry–prohry                |
| NH      | daný rok se turnaj nekonal                | A       | turnaje se hráč nezúčastnil |
| 1Q / LQ | prohra v (kole) kvalifikace               | 1k / 1R | prohra v daném kole turnaje |
| QF / ČF | prohra ve čtvrtfinále                     | SF      | prohra v semifinále         |
| F       | prohra ve finále                          | Vítěz   | vítězství v turnaji         |